# Импеллер

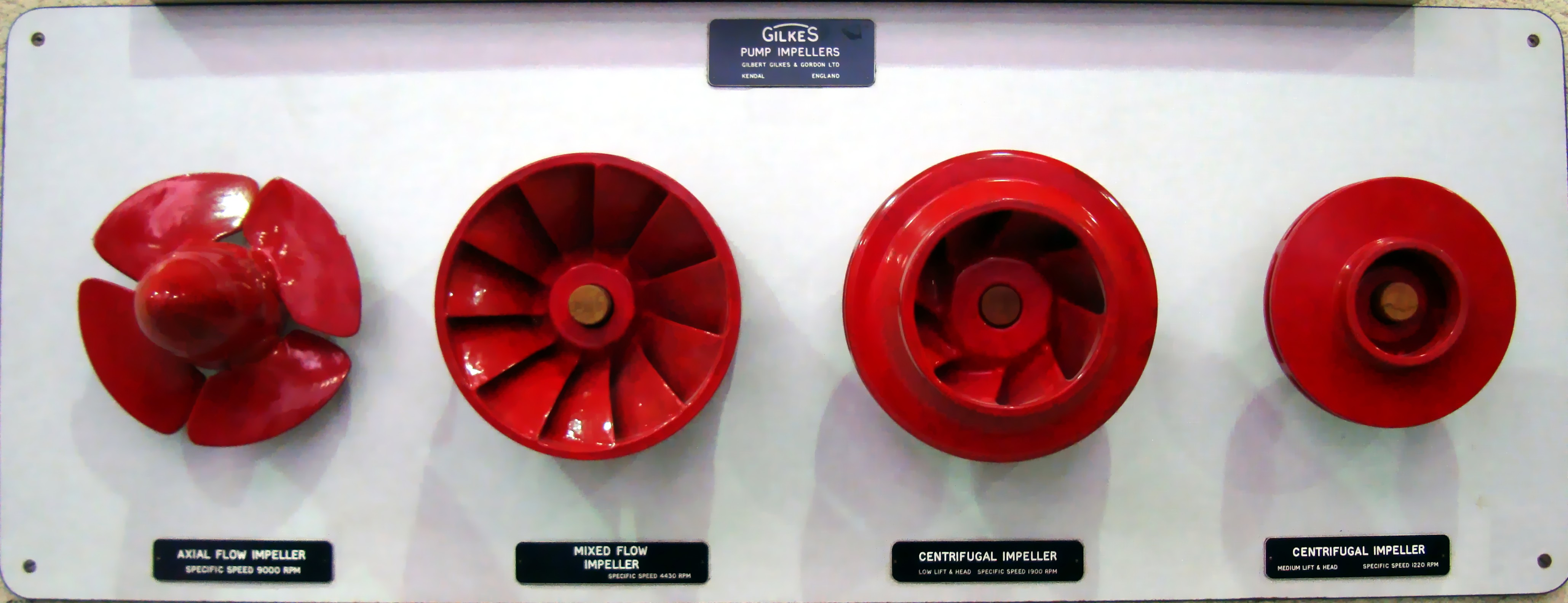
Импеллеры различных типов

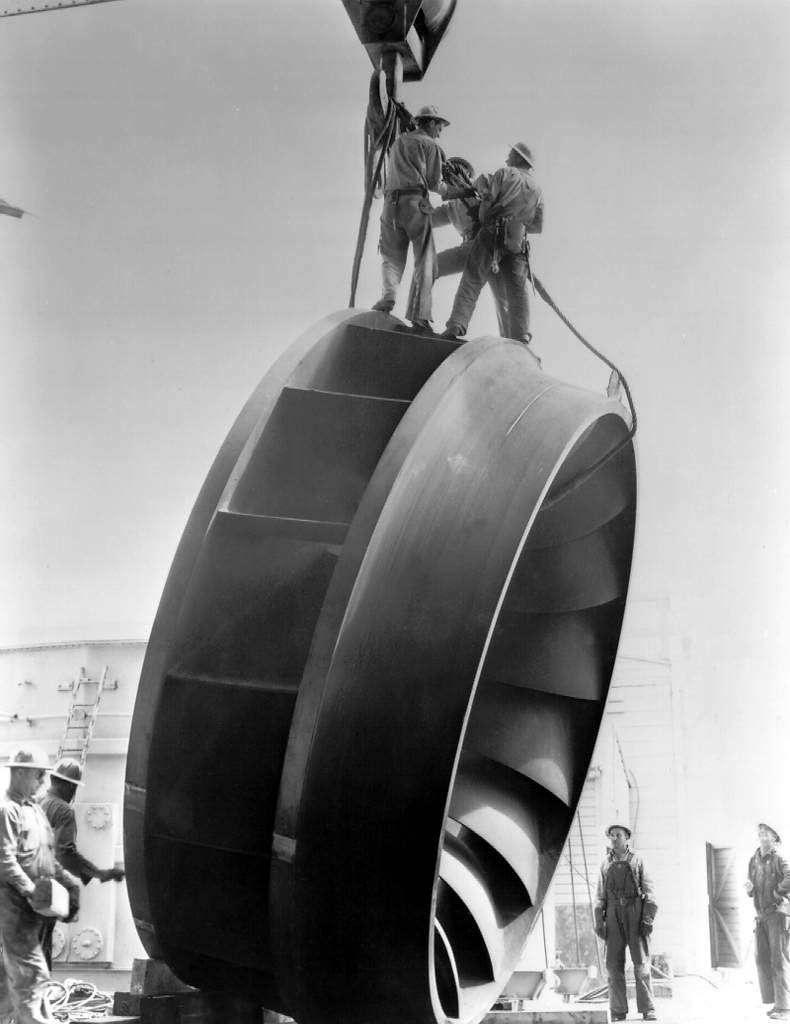
Импеллер гидравлической турбины Фрэнсиса, объединённый со входным направляющим аппаратом, погрузка при строительстве гидроэлектростанции.

Импеллер — лопаточная машина, заключённая в кольцо. Имеет различные применения: в качестве вентилятора, в авиации (фенестрон) и авиамоделизме, в качестве насоса, турбины или для перемешивания жидкостей.

## В авиации
Конструкция импеллера позволяет существенно снизить перетекание воздуха/жидкости на концах лопастей и тем самым снизить потери мощности на индуктивном сопротивлении. Кроме того, кольцо позволяет несколько снизить шумность воздушного винта.
В авиации импеллер отличают от вентиляторов, которые оборудованы входным и/или выходным направляющим аппаратами. Отсутствие входного и/или выходного направляющих аппаратов несколько снижает эффективность импеллера, зато уменьшает его вес и объём. На авиационных двигателях лопатки входного направляющего аппарата могут быть выполнены поворотными для регулирования лопаточной машины на разных режимах.
Примеры применения: Edgley Optica.
В настоящее время импеллерные силовые установки с высокооборотным электродвигателем находят применение в авиамоделировании, главным образом в категории F4 (модели-копии). Такая силовая установка при относительной дешевизне позволяет с достаточно высокой достоверностью копировать как внешний вид, так и полёт реактивного самолёта— прототипа (реактивные двигатели на моделях-копиях имеют весьма ограниченное применение из-за их высокой сложности, отказности и, главным образом, стоимости).